# Комплекс NORAD в горе Шайенн
Комплекс NORAD в горе Шайенн (англ. Cheyenne Mountain Complex) — бункер военного назначения Вооружённых сил США, расположенный в штате Колорадо (округ Эль-Пасо), в окрестностях города Колорадо-Спрингс. В бункере располагается командный пункт Командования воздушно-космической обороны Северной Америки (англ. North American Aerospace Defense Command, NORAD), а сам бункер находится в недрах горы Шайенн. Координаты местоположения бункера — 38°44′32.91″N 104°50′54.40″W.

## История

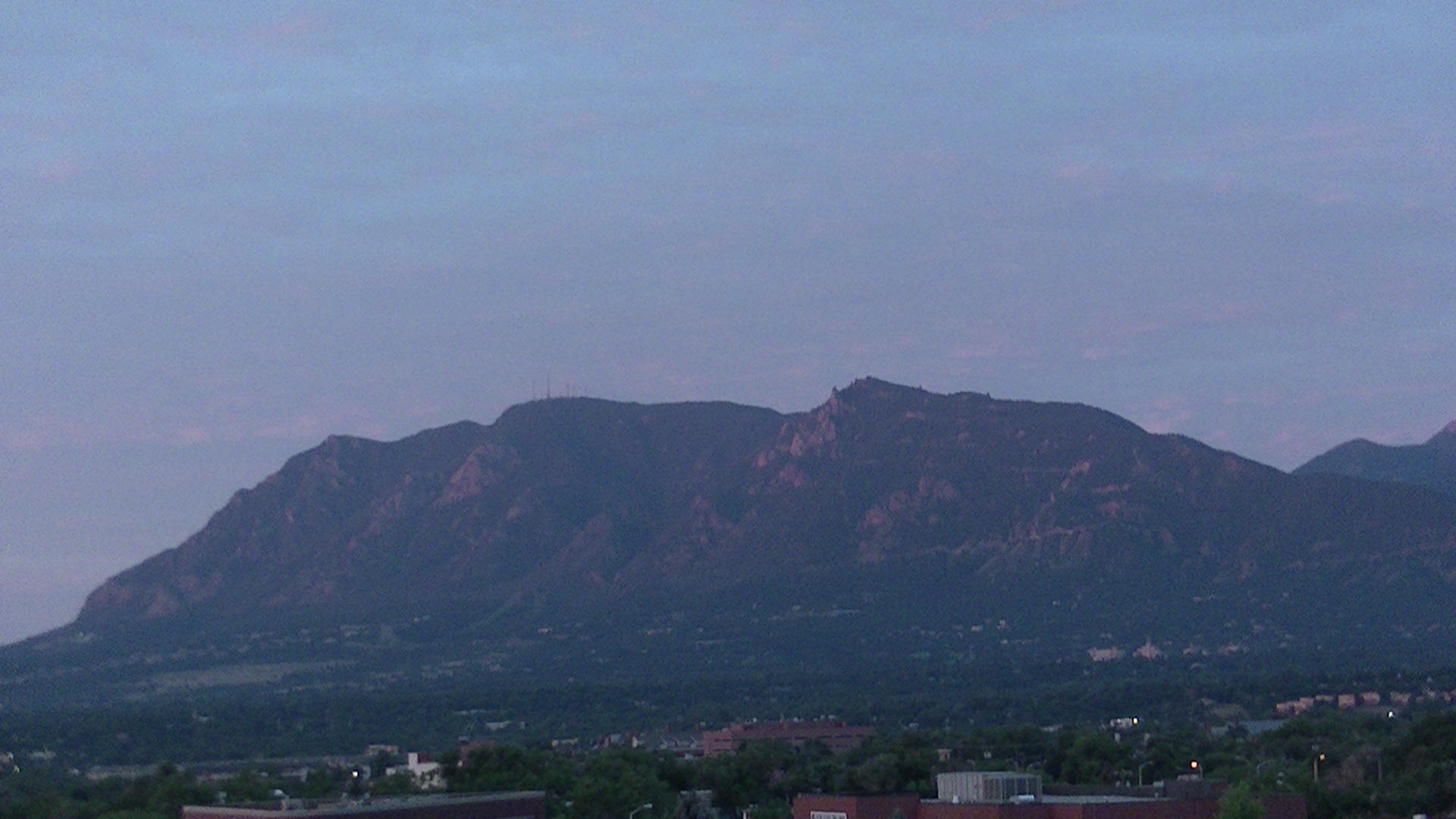
Вид горы Шайенн

Успехи Советского Союза в освоении космоса и создании ракетного оружия межконтинентальной дальности во второй половине 1950-х годов стали во многом неожиданными для политического и военного руководства США. Стало очевидным, что ранее созданное Континентальное командование противовоздушной обороны ВВС США уже не в состоянии адекватно отвечать новым угрозам безопасности страны. 12 мая 1958 года на основе американо-канадского межправительственного соглашения было создано Командование воздушно-космической обороны Северной Америки. В июле 1958 года Командование обратилось с запросом в ОКНШ о возможности строительства специального защищённого командного пункта. Среди основных критериев выбора места расположения такого пункта были низкая сейсмическая активность и расположение в глубине континентальной части США. После проведения ряда изысканий, 18 марта 1959 года начальник ОКНШ подписал приказ о строительстве бункера внутри горы Шайенн, расположенной рядом с городом Колорадо-Спрингс (на военно-воздушной базе Энт, расположенной в пригороде города, уже располагался штаб NORAD). Строительство бункера, осуществлявшееся инженерными войсками армии США, началось в мае 1961 года. Тоннели и полости сооружались с помощью горновзрывных работ (при этом старались минимизировать ослабляющее воздействие взрывов на структуру горных пород, применяя особые технологии подрыва). В ряде мест строители столкнулись с высоким уровнем водонасыщенности горной породы. Использовалось торкретирование. К 1964 году были завершены работы по сооружению системы тоннелей и всех необходимых помещений в недрах горы. В ходе этих работ было извлечено около 453 000 м3 горной породы. В ходе строительства в массиве горы Шайенн были обнаружены естественные разломы, причём расположенные как раз над планировавшейся к постройке системой тоннелей. Наличие таких разломов обуславливало бы в дальнейшем слишком высокий риск обрушения горной породы на тоннели, особенно в условиях вероятного ядерного удара по комплексу. Поэтому уже в ходе строительства было изменено расположение планируемой к сооружению системы тоннелей и полостей в самой горе так, чтобы обнаруженные разломы не находились над этими тоннелями и полостями (впрочем, полностью избежать этого не удалось). Это вызвало задержки в строительстве, и лишь 6 февраля 1966 года комплекс в горе Шайенн был принят на вооружение. 20 апреля того же года командный пункт NORAD переместился в этот специально построенный для его размещения бункер.
Процесс строительства бункера не был секретным. О строительстве комплекса сообщалось в прессе, его назначение и функции были известны широкой общественности. Создание как самой системы NORAD в целом, так и строительство сверх защищённого командного бункера для неё, в частности, были в том числе и актом предупреждения Советскому Союзу. Построенный подземный комплекс стал достоянием массовой американской культуры, получив название «Бункер Судного Дня». О нём даже во время холодной войны писали фантасты, его упоминали в новостях по телевидению, сериалах и компьютерных играх. Более того, пройдя длительные согласования, туда даже можно было попасть на экскурсию (по строго контролируемому маршруту и с жёстким ограничением фото- и видеосъёмки).
Командный пункт NORAD в полнофункциональном режиме работал порядка 30 лет. Вплоть до распада Советского Союза в нём круглосуточно неслись боевые дежурства. Командный пункт находился в состоянии полной боевой готовности. Во время таких дежурств, бункер был практически полностью изолирован от внешней среды (обе 25-тонные двери всегда были закрыты; их открывание осуществлялось на короткое время только при заменах дежурных смен командного пункта). После распада СССР постоянные боевые дежурства прекратились, а защитные двери закрывались (на непродолжительный срок) лишь однажды (не считая учений) — 11 сентября 2001 года.
С июля 2006 года комплекс был переведён в состояние «горячей консервации» ввиду нецелесообразности и дороговизны поддержания его в полностью активном состоянии. «Горячая консервация» означает, что комплекс может быть вновь приведён в полностью рабочее состояние за несколько часов.
Командный пункт был переведён из бункера на базу ВВС Райт-Паттерсон.
В 2015 году было принято решение о возвращении командного пункта на прежнее место базирования и возобновлении работы комплекса в полнофункциональном режиме несения службы.
В качестве причины переезда командного пункта называлась необходимость защитить оборудование от потенциального электромагнитного импульса. Оборудование и все системы бункера надёжно защищены от электромагнитного импульса толщей скальной породы и специальными системами защиты.

## Устройство бункера

Схема бункера

Основа бункера — система из пересекающихся тоннелей, расположенная на глубине в 610 метров. Три тоннеля (длина — 180 м, высота — 20 м, ширина — 15 м) пересекаются ещё четырьмя (длина — 100 м, высота — 17 м, ширина — 10 м), формируя своеобразную решётку. Стены и своды тоннелей не имеют какой-либо дополнительной обработки. Для минимизации возможности обвалов горной породы, стены и своды тоннелей укреплены 115 тыс. анкерных болтов, закрученных в скальную породу на глубину от 2 до 9 метров. В этих тоннелях размещены 15 металлических конструкций, 12 из которых имеют три уровня, а остальные — один или два. Все 15 конструкций не касаются внутренних поверхностей горы, поскольку они установлены на 1319 огромных пружинах, каждая из которых весит 450 кг. Высота пружин — 1 м, диаметр — 60 см. Пружины позволяют компенсировать колебания амплитудой до 30 см, что делает конструкции устойчивыми к сейсмическим последствиям ядерного взрыва. Внешняя оболочка этих конструкций выполнена из листов низкоуглеродистой стали толщиной 9,5 мм. Переход из одной конструкции в другую осуществляется через специальные гибкие соединения. Конструкции имеют защиту от электромагнитного импульса ядерного взрыва.
«Сердце» комплекса — трёхэтажное «здание», в котором расположен командный центр всей системы NORAD. Полость, в которой он расположен, накрыта сверху железобетонным куполом переменной толщины (от 1,2 до 4,3 м). Этот купол обеспечивает командному центру защиту от обрушения горной породы.
Связь внутри комплекса осуществляется только по проводным телефонным линиям, поскольку скальная порода экранирует радиоволны.

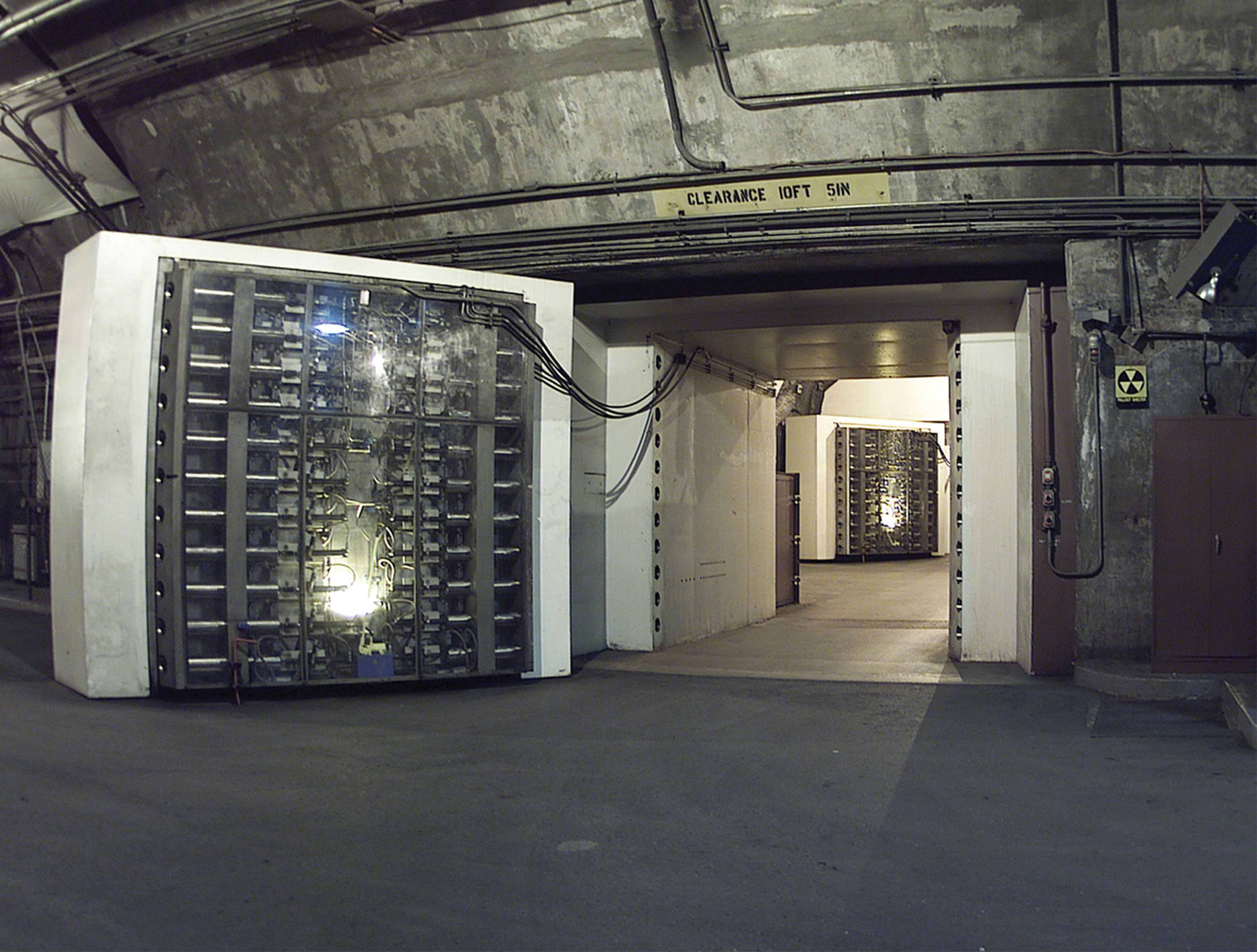
Вход непосредственно в бункер. Видны массивные двери-гермозатворы, разделённые шлюзовой камерой

Доступ в комплекс осуществляется через изогнутый тоннель длиной более полутора километров, насквозь проходящий через всю гору Шайенн. Основным является северный портал тоннеля, расположенный на высоте 310 м от основания горы и на высоте около 2170 м над уровнем моря. В 540 метрах от него в глубине горы, под прямым углом к ходу тоннеля, находится вход непосредственно в бункер. Вход снабжён массивной дверью-гермозатвором весом в 25 тонн и толщиной 1 м, устойчивой к воздействию ударной волны. Дверь способна полностью закрыться за 20 секунд в автоматическом режиме или за 40 секунд в ручном. Далее расположен внутренний шлюз и еще одна аналогичная 25-тонная дверь. Двери-гермозатворы способны сохранить герметичность при избыточном внешнем давлении до 40 атмосфер. При проектировании бункера предполагалось, что подобное устройство системы доступа в него, гарантированно позволит предохранить бункер от последствий поверхностного взрыва мощностью в 30 мегатонн тротилового эквивалента, произошедшего в непосредственной близости от горы Шайенн. Основную нагрузку в случае взрыва на поверхности должен был принять на себя сквозной тоннель (двери должны были принять не более 20 % мощности ударной волны).

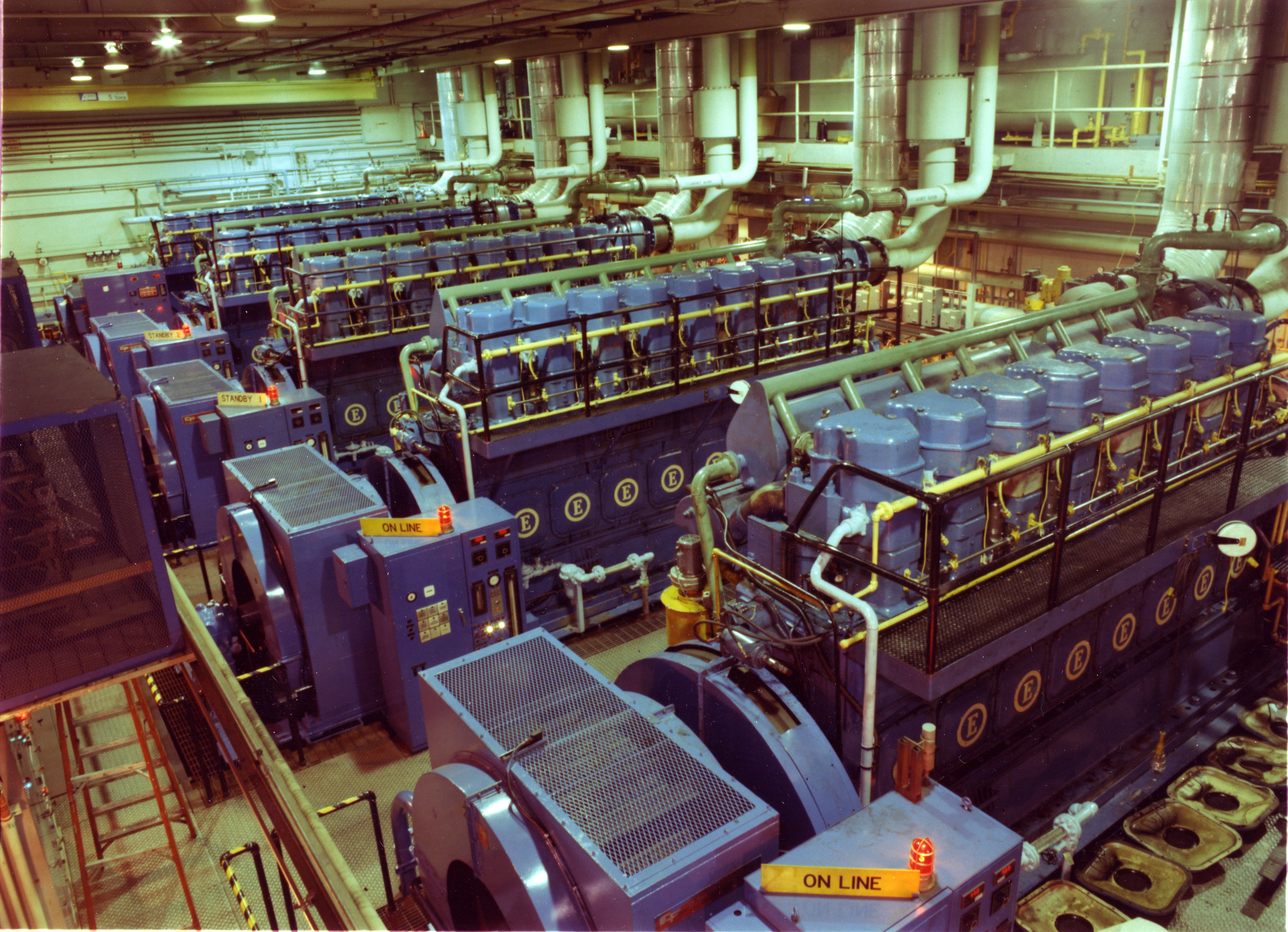
Зал с дизель-генераторами

Общая полезная площадь бункера составляет 18 тысяч м2. В распоряжении постоянно находящегося внутри персонала, количество которого в годы холодной войны превышало 1000 человек, находятся столовая, госпиталь со стоматологическим кабинетом и аптекой, два фитнес-центра с сауной и парикмахерская.

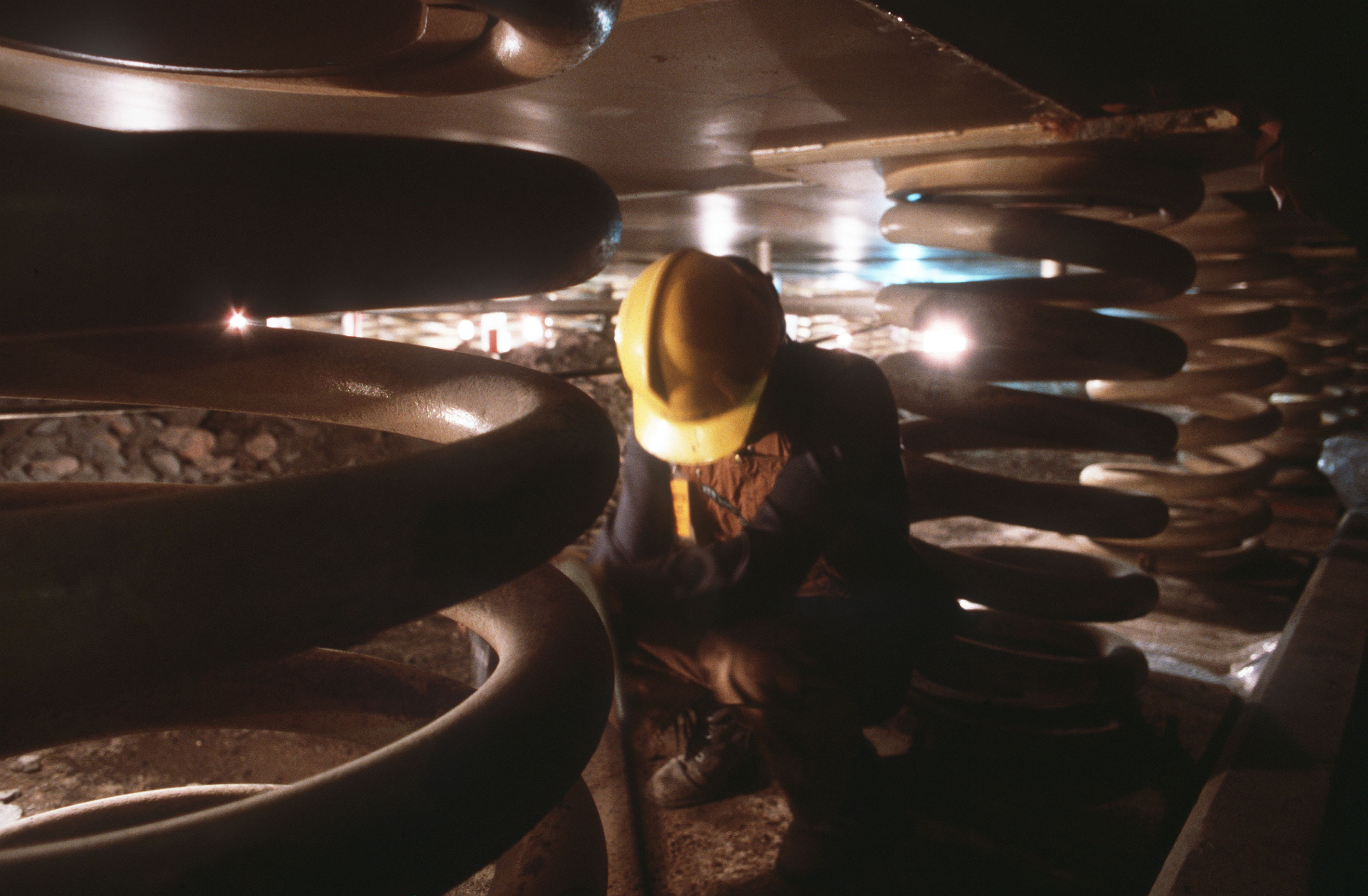
Амортизационные пружины, на которых установлены все «здания» комплекса

Комплекс полностью автономен от внешней среды, располагая собственными высоконадёжными системами водо- и электроснабжения, кондиционирования воздуха и обогрева.
Его автономная работа обеспечивается шестью дизель-генераторами с турбонаддувом (на случай повреждения основной линии электроснабжения) и целой сетью инженерных коммуникаций. Совокупная электрическая мощность всех дизель-генераторов составляет 10,5 МВт. При этом все выходы на поверхность вентиляционных и канализационных коммуникаций перекрываются специальными клапанами, автоматически закрывающимися в случае сигнала о нападении (клапаны также способны самопроизвольно закрываться под действием ударной волны). Бункер также имеет защиту и от химического и биологического оружия. В бункере имеются специальные резервуары общим объемом в 6000 м3 для хранения воды: три предназначены для технических нужд, один — для обеспечения персонала комплекса питьевой водой. Их заполнение осуществляется с помощью подземного источника, обнаруженного при строительстве комплекса. Еще один резервуар заполнен топливом для дизель-генераторов (около 2000 м3). Запасы продовольствия и всех необходимых ресурсов позволяют персоналу комплекса, в случае необходимости, нести службу на протяжении не менее 30 суток в условиях полной автономности от внешнего мира.
За пределами комплекса находятся автостоянки, вертолетная площадка, пожарная станция и места для отдыха (площадка для игры в ракетбол, поле для софтбола, площадка для волейбола с песком, баскетбольная площадка, поле для гольфа и места для пикников). Охраняемый контрольно-пропускной пункт ограничивает доступ на территорию комплекса по дороге, берущей своё начало от автомагистрали 115 (State Highway 115).
Сама гора Шайенн имеет три вершины (самая высокая — примерно 2900 м высотой) и сложена гранитными и базальтовыми породами. Входит в состав Передового хребта, который, в свою очередь, является южной частью Скалистых гор.
Ещё в 1950-х годах — до постройки бункера — на средней по высоте вершине горы был построен антенный комплекс. Со временем на антеннах этого комплекса было установлено около 700 передатчиков как гражданского (мобильная и радиосвязь, теле- и радиовещание), так и военного назначения. Юго-восточный склон и прилегающее к нему подножие горы входят в состав природоохранного Государственного парка «Шайенн Маунтин».

## В популярной культуре

### Кино
- В медиафраншизе «Терминатор», системы высокоразвитого ИИ «Скайнет» — главного антагониста серии — расположены в бункере противоракетной обороны США в горе Шайенн.[16]
- В к/ф «Военные игры», действие частично разворачивается в комплексе NORAD под горой Шайенн.[16]
- В к/ф «Интерстеллар», бункер используется в качестве новой штаб-квартиры NASA.[16]

### Телевидение
- По договорённости с правительством США, кинокомпания Metro-Goldwyn-Mayer проводила в комплексе съёмки сериала «Звёздные врата».

### Видеоигры
- В видеоигре «Wasteland 3» действие DLC «Cult of the Holy Detonation» разворачивается в подземном комплексе под горой Шайенн[17], который переоборудован в электростанцию, добывающую энергию из замедленного во времени ядерного взрыва.
- В видеоигре «Fallout Tactics: Brotherhood of Steel» гора Шайенн и комплекс внутри неё являются финальным уровнем. По сюжету там располагается искусственный интеллект, вышедший из-под контроля, который необходимо уничтожить.